# Campeonato Mundial de Atletismo Sub-20 de 2018 - 10000 m masculino
A prova dos 10000 metros masculino do Campeonato Mundial de Atletismo Sub-20 de 2018 ocorreu no dia 10 de julho no Estádio de Tampere  em Tampere, na Finlândia. 

## Recordes
Antes desta competição, os recordes mundiais e do campeonato nesta prova eram os seguintes:
|     | Nome                 | Nacionalidade | Tempo    | Local      | Data                 |
| --- | -------------------- | ------------- | -------- | ---------- | -------------------- |
| WJR | Samuel Wanjiru       | Quênia        | 26:41.75 | Bruxelas   | 26 de agosto de 2005 |
| CR  | Rodgers Chumo Kwemoi | Quênia        | 27:25.23 | Bydgoszcz  | 19 de julho de 2016  |
| WJL | Jacob Kiplimo        | Uganda        | 27:30.25 | Gold Coast | 13 de abril de 2018  |

Os seguintes recordes mundiais ou do campeonato foram estabelecidos durante esta competição: 
| Data        | Evento | Nome           | Nacionalidade | Tempo    | Notas                 |
| ----------- | ------ | -------------- | ------------- | -------- | --------------------- |
| 10 de julho | Final  | Rhonex Kipruto | Quênia        | 27:21.08 | Recorde do campeonato |

## Medalhistas
| Ouro                 | Prata               | Bronze               |
| Rhonex Kipruto (KEN) | Jacob Kiplimo (UGA) | Berihu Aregawi (ETH) |

## Cronograma
Todos os horários são locais (UTC+2).
| Data        | Hora  | Evento |
| ----------- | ----- | ------ |
| 10 de julho | 18:50 | Final  |

## Resultado final
A prova foi realizada no dia 10 de julho às 18:50. 
| Posição           | Atleta                      | Nacionalidade  | Tempo    | Notas                 |
| ----------------- | --------------------------- | -------------- | -------- | --------------------- |
| Medalha de ouro   | Rhonex Kipruto              | Quénia         | 27:21.08 | Recorde do campeonato |
| Medalha de prata  | Jacob Kiplimo               | Uganda         | 27:40.36 |                       |
| Medalha de bronze | Berihu Aregawi              | Etiópia        | 27:48.41 | Recorde pessoal       |
| 4                 | Solomon Kiplimo Boit        | Quénia         | 27:57.44 | Recorde pessoal       |
| 5                 | Olika Adugna                | Etiópia        | 28:39.67 | Recorde pessoal       |
| 6                 | Victor Kiplangat            | Uganda         | 28:42.77 | Recorde pessoal       |
| 7                 | Kokob Ghebru                | Eritreia       | 28:59.31 |                       |
| 8                 | Robel Sibhatu               | Eritreia       | 29:44.59 |                       |
| 9                 | Takuro Miura                | Japão          | 30:12.25 |                       |
| 10                | Saber Abed                  | Argélia        | 30:14.82 | Recorde pessoal       |
| 11                | Eshetu Worku                | Israel         | 30:28.25 | Recorde pessoal       |
| 12                | Kartik Kumar                | Índia          | 30:30.28 |                       |
| 13                | István Palkovits            | Hungria        | 30:35.87 | Recorde pessoal       |
| 14                | Walter Alfonso Martín López | Colômbia       | 30:46.37 |                       |
| 15                | Eduardo Menacho             | Espanha        | 30:52.26 |                       |
| 16                | Ali Hissein Mahamat         | Chade          | 30:55.29 |                       |
| 17                | Mohamed Kadi Bouchakour     | Argélia        | 30:59.67 |                       |
| 18                | Joshua Torley               | Austrália      | 31:09.94 | Recorde da temporada  |
| 19                | Marios Anagnostou           | Grécia         | 31:15.43 |                       |
| 20                | Minho Park                  | Coreia do Sul  | 31:17.80 |                       |
| 21                | Miguel Soria                | Peru           | 31:20.34 |                       |
| 22                | Max Turek                   | Canadá         | 31:30.07 |                       |
| 23                | Bruno Rodriquez             | Uruguai        | 31:31.01 |                       |
| 24                | Christopher Dryden          | Nova Zelândia  | 31:36.03 |                       |
| 25                | Will Merritt                | Estados Unidos | 31:58.71 |                       |
| 26                | Jungwoo Park                | Coreia do Sul  | 32:02.26 |                       |
| 27                | Alexandre Figueiredo        | Portugal       | 32:38.02 |                       |
| 28                | Matías Rodriguez            | Uruguai        | 33:06.36 |                       |

Legenda
| Recorde mundial       | Recorde mundial (World record)               |                       | Recorde africano                      | Recorde africano (African) |                                           | Q | Classificado por posição (Qualified) |
| Recorde do campeonato | Recorde do campeonato (Championship record)  | Recorde da América    | Recorde da América (Americas)         | q                          | Classificado por melhor tempo (Qualified) |   |                                      |
| Melhor marca do ano   | Melhor marca do ano (World leading)          | Recorde asiático      | Recorde asiático (Asian)              | DNS                        | Não largou (Did not start)                |   |                                      |
| Recorde nacional      | Recorde nacional (National record)           | Recorde europeu       | Recorde europeu (European)            | DNF                        | Não terminou (Did not finish)             |   |                                      |
| Recorde pessoal       | Recorde pessoal do atleta (Personal best)    | Recorde da Oceania    | Recorde da Oceania (Oceania)          | DSQ / DQ                   | Desclassificado (Disqualified)            |   |                                      |
| Recorde da temporada  | Recorde da temporada do atleta (Season best) | Recorde sul-americano | Recorde sul-americano (South America) | NM                         | Sem marca (No mark)                       |   |                                      |